# Rathaus (Heringen)

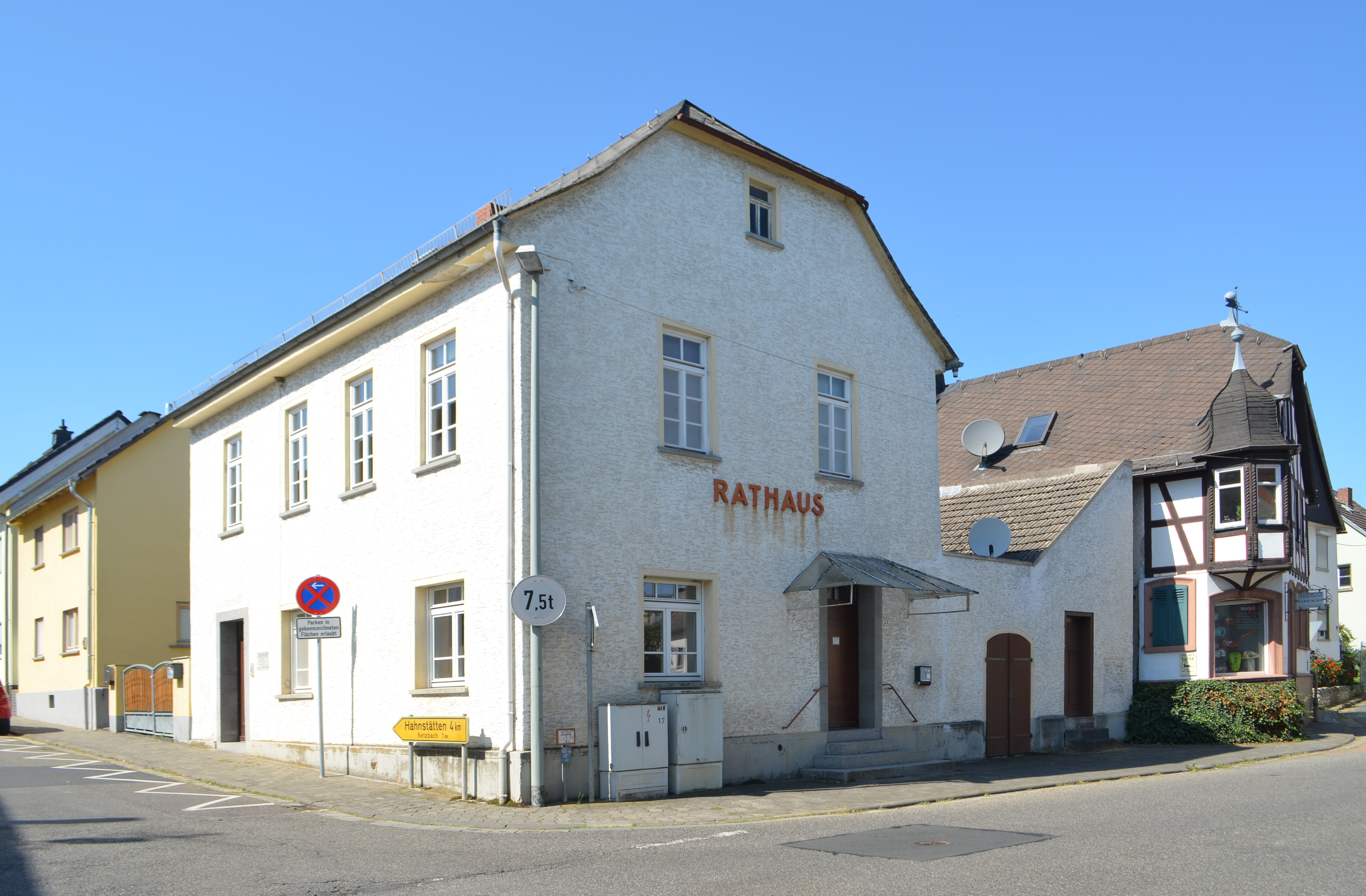
Ehemaliges Rathaus in Heringen

Das Rathaus in Heringen, einem Ortsteil der Gemeinde Hünfelden im mittelhessischen Landkreis Limburg-Weilburg, wurde Anfang des 19. Jahrhunderts errichtet. Das ehemalige Rathaus an der Hauptstraße 23 ist ein geschütztes Kulturdenkmal.
Der verputzte Fachwerkbau an der Straßenecke hat ein Krüppelwalmdach. Die Freitreppe mit Glasdach stammt aus den 1950er Jahren. 
Das Rathausgebäude bildet mit dem benachbarten Postgebäude eine gemeinsame Baugruppe; beide Bauwerke sind durch eine Hofmauer verbunden.